# زبير بية
زبير بية، من مواليد 15 مايو 1971 بمدينة مساكن، لاعب كرة قدم تونسي سابق في خطة وسط ميدان. طوله 1,76 م ووزنه 70 كغ.

## المسيرة الكروية
تم ضمه إلى صفوف المنتخب التونسي لكرة القدم في 16 ديسمبر 1994 بمناسبة مباراة ودية مع الجزائر، من ثم خاض 71 مباراة مع الفريق سجل خلالها 16 هدفا.
تم اختياره مرتين كأفضل لاعب كرة قدم تونسي وذلك سنة 1995، عندما فاز فريقه النجم الرياضي الساحلي بكأس الاتحاد الإفريقي، وسنة 1996 عند فوز فريقه بكأس تونس.
عندما تحول إلى نادي فرايبورغ الألماني، أصبح أول لاعب عربي يحمل شارة القيادة في فريق يلعب في بونديسليجا وتم اختياره ضمن فريق القرن (أفضل 11لاعب لعبوا لفائدة نادي فرايبورغ من 1900 إلى 2000)
يعمل حاليا مستشارا كرويا لدى راديو جوهرة أف أم والقنوات التلفزية الفضائية تونس 7 وإم‌بي‌سي وأي أر تي كما إشتغل بمنصب محلل رياضي الدوري الألماني في قنوات دبي الرياضية وهو حاليا يعمل في قنوات أبو ظبي الرياضية كان ضمن الفريق الوطني التونسي في كاس العالم 1998 و 2002 وشارك مع المنتخب الأولمبي التونسي في دورة أطلانتا 1996.

## الأندية
- 1981-1991 : الهلال الرياضي بمساكن ( تونس)
- 1991-1997 : النجم الرياضي الساحلي ( تونس)
- 1997-2001 : نادي فرايبورغ ( ألمانيا)
- 2002-2003 : نادي بشيكتاش ( تركيا)
- 2003-2005 : النجم الرياضي الساحلي ( تونس)
- 2005-2007 : الهلال الرياضي بمساكن ( تونس)

## روابط خارجية
- زبير بية على موقع الاتحاد الدولي (مؤرشف)  (الإنجليزية)
- زبير بية على موقع اتحاد تركيا (لاعب) (الإنجليزية)
- زبير بية على موقع قاعدة بيانات كرة القدم.إي يو (الإنجليزية)
- زبير بية على موقع ناشيونال فوتبول تيمز (الإنجليزية)
- زبير بية على موقع عالم كرة القدم.نت (الإنجليزية)
- زبير بية على موقع كووورة
- زبير بية على موقع أوليمبيديا (الإنجليزية)